# Spongia excavata
Spongia excavata är en svampdjursart som först beskrevs av Lendenfeld 1889.  Spongia excavata ingår i släktet Spongia och familjen Spongiidae. Inga underarter finns listade i Catalogue of Life.